# MM Mickey Mouse Mystery Magazine
MM - Mickey Mouse Mystery Magazine est une bande dessinée de Disney, publiée en Italie de mai 1999 à mars 2001, avec en vedette Mickey Mouse qui mène une enquête dans la ville d'Anderville. Mais cette série est beaucoup plus orientée vers les adultes que les traditionnelles histoires de Mickey à Mickeyville.
Cette série est composée de douze parties et aborde à la manière des séries noires, les aventures de Mickey Mouse dans la métropole chaotique d'Anderville. Anderville est conçu à l'image de New York comme l'est Gotham City, c'est une ville décadente emplie de criminels. Les auteurs ont délibérément isolé Mickey de tous ses amis de Mickeyville et il se retrouve donc seul. Même les ennemis de Mickey ne sont plus les simples Pat Hibulaire et Fantôme noir. Ils sont ici souvent insoupçonnables. Mickey se retrouve fréquemment désorienté et en proie au doute.

## Personnages principaux
- Mickey Mouse
- Sonny Mitchell
- Patty Ballestreros
- Jan Clayton
- Little Caesar

## Épisodes
1. MM#0 Anderville : Mickey quitte Mickeyville pour se rendre à Anderville, et se retrouve impliqué dans l'affaire de la disparition de son ancien ami Sonny Mitchell.
2. MM#1 The Link
3. MM#2 Estrelita
4. MM#3 Lost & Found
  - Lo Scoop
5. MM#4 Mousetrap
  - Corsa Semplice
6. MM#5 Firestorm
  - Una Questione Di Principio
7. MM#6 Calypso
  - Spy Story
8. MM#7 Black Mask : Mickey est maintenant libre de retourner à Mickeyville. Il quitte Anderville à bord d'un nouveau train qui effectue son trajet inaugural. Ce train est nommé Black Mask (dans la version anglaise) et est controlé par une intelligence artificielle. Un tueur est à bord et cherche à éliminer Mickey. En essayant de le tuer, l'explosion causée par son arme provoque un dysfonctionnement de l'intelligence artificielle. Grâce à un surprenant stratagème, Mickey parvient finalement à neutraliser le tueur et à sauver le train.
  - Prima Pagina
9. MM#8 Victoria
  - Anderville Confidential - Patty Chiari : une histoire d'amour pour la détective Patty Ballesteros.
10. MM#9 Run Run Run
  - Anderville Confidential - Maryam + Jan : la première rencontre entre Jan Clayton et sa future femme Maryam.
11. MM#10 The Dark Side : une police parallèle agit dans l'ombre contre la criminalité à Anderville.
12. MM#11 Small World : la dernière aventure de Mickey Mouse à Anderville. Un pyromane surgit du passé pour menacer les anciens membres d'une équipe de pompiers.

## Liste des titres
| Titre                | Auteur                  | Dessinateur         |
| MM #0 Anderville     | Tito Faraci             | Giorgio Cavazzano   |
| MM #1 The Link       | Tito Faraci, Ezio Sisto | Alessandro Perina   |
| MM #2 Estrelita      | Francesco Artibani      | Giuseppe Zironi     |
| MM #3 Lost & Found   | Tito Faraci             | Claudio Sciarrone   |
| MM #4 Mousetrap      | Francesco Artibani      | Giuseppe Zironi     |
| MM #5 Firestorm      | Tito Faraci             | Alessandro Perina   |
| MM #6 Calypso        | Francesco Artibani      | Claudio Sciarrone   |
| MM #7 Black Mask     | Tito Faraci, Ezio Sisto | Corrado Mastantuono |
| MM #8 Victoria       | Augusto Macchetto       | Stefano Turconi     |
| MM #9 Run Run Run    | Riccardo Secchi         | Paolo Mottura       |
| MM #10 The Dark Side | Tito Faraci             | Marco Palazzi       |
| MM #11 Small World   | Francesco Artibani      | Silvio Camboni      |